# Плакаловичи
Плакаловичи (на сръбски: Плакаловићи) е село в Босна и Херцеговина, разположено в община Власеница, в ентитета на Република Сръбска. Населението му според преброяването през 2013 г. е 35 души, от тях: 35 (100,00 %) сърби.

## Население
Численост на населението според преброяванията през годините:
- 1961 – 71 души
- 1971 – 120 души
- 1981 – 90 души
- 1991 – 53 души
- 2013 – 35 души